# Cyclolimnichus ovalis
Cyclolimnichus ovalis is een keversoort uit de familie dwergpilkevers (Limnichidae). De wetenschappelijke naam van de soort werd in 2000 gepubliceerd door Hernando & Ribera.